# Heteronyx planatus
Heteronyx planatus är en skalbaggsart som beskrevs av Hermann Burmeister 1855. Heteronyx planatus ingår i släktet Heteronyx och familjen Melolonthidae. Inga underarter finns listade i Catalogue of Life.